# 스가다니촌 (니가타현)
스가다니촌(菅谷村)은 니가타현 기타칸바라군에 있던 촌이다.

## 역사
- 1889년 4월 1일 - 정촌제 시행에 수반해 기타칸바라군 스가다니촌이 성립하였다.
- 1955년 3월 31일 - 시바타시에 편입되어 소멸하였다.

## 참고문헌
- 『市町村名変遷辞典』東京堂出版、1990年。